# Disastro

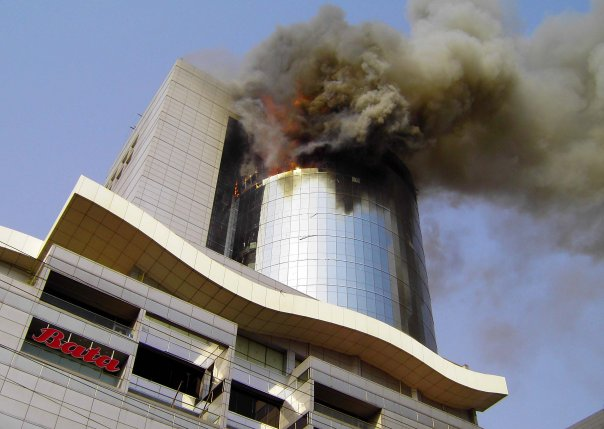
Incendio in un grattacielo

Un disastro è una sciagura rovinosa di uno o più eventi che apportano danni irrecuperabili o recuperabili solo a lungo termine.
Il termine disastro deriva dalla congiunzione del prefisso dis, che ha valore peggiorativo, e del termine astro, che sta ad indicare l'influsso sugli eventi un tempo attribuito agli astri.

## Disastro naturale
La parola disastro è spesso associata alla locuzione disastro naturale (o anche catastrofe naturale) che indica un evento o una serie di eventi catastrofici di origine naturale. I disastri naturali includono, tra l'altro:
- terremoto
- maremoto (o tsunami)
- eruzione vulcanica
- inondazioni e alluvioni
- incendio (dovuto al fenomeno dell'autocombustione)
- frana
- valanga
- impatto meteoritico
- cicloni e tornado

## Disastro ambientale
Un disastro ambientale è un fenomeno con una vasta ricaduta sull'ambiente. La locuzione è spesso applicata ai danni provocati dall'uomo per incuria, azioni scellerate (inquinamento, ecomafia), mancanza di prevenzione o manutenzione di macchinari, mezzi che trasportano materiali inquinanti o di apparati industriali. Esempi di disastri ambientali provocati dall'uomo sono i disastri petroliferi e gli incidenti nucleari.

## Diritto
Il Codice penale italiano prevede come delitto e punisce severamente il disastro colposo, dal quale possono derivare un disastro aviatorio o marittimo (da 5 a 12 anni; art. 428) o un disastro ferroviario (da 5 a 15 anni; art. 430), tra quelli più frequenti. Per il disastro colposo la pena può arrivare fino a cinque anni, pena che può essere raddoppiata se il disastro ha coinvolto mezzi di trasporto di persone.
Il disastro colposo si può ricercare nell'estensione e nella complessità dei danni, nella non comune gravità dell'evento, così come nella pubblica indignazione che ne deriva. Inoltre è sanzionato il procurato allarme per l'annunciazione di un disastro inesistente.